# Кюбярайни
Кюбярайни — озеро на территории Ледмозерского сельского поселения Муезерского района Республики Карелии.

## Общие сведения
Площадь озера — 2,1 км², площадь водосборного бассейна — 24,7 км². Располагается на высоте 152,8 метров над уровнем моря.
Форма озера лопастная, продолговатая: оно вытянуто с северо-запада на юго-восток. Берега каменисто-песчаные, преимущественно возвышенные.
Из озера вытекает Оргоручей, который, протекая озеро Палвилампи, меняет своё название на Терваоя, впадающий в Унгозеро. Через Унгозеро протекает река Унга, впадающая в реку Онду, втекающую, в свою очередь, в Нижний Выг.
Ближе к северо-западной оконечности озера расположен один относительно крупный (по масштабам водоёма) остров без названия.
К западу от озера проходит дорога местного значения, от которой к озеру отходит лесная дорога.
Код объекта в государственном водном реестре — 02020001311102000008067.